# Okayama
Okayama (japanisch 岡山市 Okayama-shi, deutsch ‚(kreisfreie) Stadt Okayama‘, englisch Okayama City/City of Okayama) ist Sitz der Verwaltung der Präfektur Okayama auf Honshū, der Hauptinsel von Japan. Die Hafenstadt liegt an der Mündung des Asahi-Flusses in die Seto-Inlandsee.

## Geschichte
Okayama ist eine spätmittelalterlich-frühneuzeitliche Burgstadt, deren Burg Okayama aus dem 14. Jahrhundert stammt. Von 1603 bis 1868 residierten die Daimyō von Okayama aus einem Zweig des Ikeda-Klans hier, die zu den Großen in der Edo-Zeit gehörten. Die im Pazifik-Krieg zerstörte Burg wurde in Beton wieder aufgebaut.
Der Stadtkreis Okayama (Okayama-ku) wurde 1878 vom Kreis Mino (Mino-gun) der Präfektur Okayama abgetrennt. Daraus entstand mit mehreren umliegenden Gemeinden am 1. Juni 1889 die Stadt Okayama (Okayama-shi). Sie begann bald darauf, sich zum Industriezentrum zu entwickeln. Im Zweiten Weltkrieg wurde sie in der Nacht vom 28. auf den 29. Juni 1945 bei einem Angriff von 138 B-29 „Superfortress“ Langstreckenbombern mit Brandbomben zu 63 % zerstört. Die Universität Okayama wurde im Jahre 1949 gegründet.
Ihre heutige Ausdehnung erreichte die Stadt Okayama durch Eingemeindungen im Zuge der Großen Heisei-Gebietsreformen, zuletzt 2007. 2009 wurde sie durch Regierungsverordnung zur Großstadt.

## Politik und Verwaltung
- KPJ: 4
- Ein-Mitglied-Fraktionen (darunter Grüne): 2
- Natsukashii Okayama (aus KDP-Abgeordneten): 2
- Miraie (みらいえ; mit KDP, Ishin): 4
- Okayama Sōseikai (創政会; mit DVP): 4
- Kōmeitō: 8
- LDP: 22

Seit Oktober 2013 ist ehemalige MLIT-Beamte Masao Ōmori Bürgermeister von Okayama. Er wurde im Oktober 2021, unterstützt von der Kōmeitō und dem Ishin-Präfekturverband Okayama, mit 56,8 % der Stimmen gegen den unabhängig kandidierenden ehemaligen LDP-Stadtparlamentspräsidenten Masahiko Urakami (43,2 %) für eine dritte Amtszeit wiedergewählt. Die Wahlbeteiligung erholte sich um knapp sechs Punkte vom Rekordtief 2017 auf 34,01 %.
Das Stadtparlament von Okayama (Okayama-shigikai) wurde 2015 auf 46 Mitglieder verkleinert. Bei den einheitlichen Regionalwahlen im April 2023 blieb die LDP klar stärkste Partei.
Für das 55-köpfige Präfekturparlament von Okayama erstreckt sich die Stadt Okayama in vier Wahlkreise, die zusammen 19 Abgeordnete wählen; ein Wahlkreis umfasst auch den Kreis Kaga mit der Stadt Kibi-Chūō.
Bei Wahlen zum nationalen Unterhaus verteilt sich die Stadt Okayama seit 2024 auf die Wahlkreise Okayama 1 und 2. Bei der Wahl 2024 wurden auch in den neu zugeschnittenen Wahlkreisen die liberaldemokratischen Amtsinhaber Ichirō Aisawa (seit 1996) und Takashi Yamashita (seit 2012) bestätigt.

### Stadtgliederung

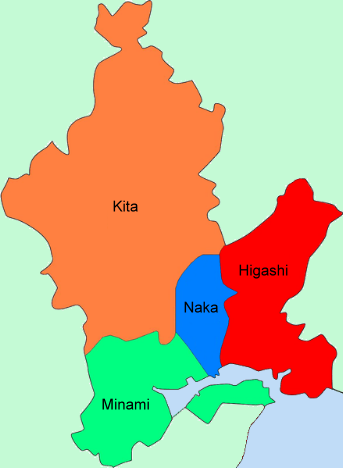
Die Stadtbezirke von Okayama

Am 1. April 2009 wurde Okayama zur „durch Regierungserlass bestimmten Großstadt“ (seirei shitei toshi) und gliedert sich seither in vier Stadtbezirke:
| Code mit Prüfziffer | Name                            | Name   | Fläche (in km²) | Bevölkerung  | Bevölkerungs- dichte (Ew./km²) |         |
| Code mit Prüfziffer | lat. Transkription, Übersetzung | Kanji  | 1. Januar 2023  | 1. März 2021 | VZ 01.10.2015                  |         |
| ------------------- | ------------------------------- | ------ | --------------- | ------------ | ------------------------------ | ------- |
| 33101-5             | Kita-ku („Bezirk Nord“)         | 北区   | 450,70          | 311.422      | 309.484                        | 686,67  |
| 33102-3             | Naka-ku („Bezirk Mitte“)        | 中区   | 51,24           | 148.470      | 146.232                        | 2853,86 |
| 33103-1             | Higashi-ku („Bezirk Ost“)       | 東区   | 160,53          | 93.415       | 95.577                         | 595,38  |
| 33104-0             | Minami-ku („Bezirk Süd“)        | 南区   | 127,48          | 166.736      | 168.181                        | 1319,27 |
| 33100-7             | Okayama-shi („Stadt Okayama“)   | 岡山市 | 789,95          | 720.043      | 719.474                        | 910,78  |

Der am dichtesten besiedelte Bezirk liegt zwar in der Mitte. Die Stadtverwaltung ist im nördlichen Bezirk ansässig.

## Sehenswürdigkeiten
- Der Kōraku-en (jap. 後楽園) ist einer der Drei berühmten Gärten Japans (三名園 Sanmeien).
- Burg Okayama (岡山城, Okayama-jō)

## Verkehr
- Straße:
  - San’yō-Autobahn
  - Okayama-Autobahn
  - Nationalstraße 2: nach Ōsaka und Kitakyūshū
  - Nationalstraße 30: nach Takamatsu
  - Nationalstraße 53: nach Tottori
  - Nationalstraßen 180, 250 und 429
- Eisenbahn:
  - JR San’yō-Shinkansen: Bahnhof Okayama, nach Tokio und Hakata
  - JR San’yō-Hauptlinie: nach Kōbe und Kitakyushu
  - JR Uno-Linie
  - JR Akō-Linie: nach Aioi
  - JR Tsuyama-Linie: nach Tsuyama
  - JR Kibi-Linie: nach Sōja
- Straßenbahn: Okayama Denki Kidō
- Flugzeug
  - Flughafen Okayama

## Städtepartnerschaften
- San José (Kalifornien, USA), seit 1957
- San José (Costa Rica), seit 1969
- Plowdiw (Bulgarien), seit 1972
- Bucheon-si (Provinz Gyeonggi-do, Südkorea), seit 2002
- Hsinchu (Taiwan), seit 2003
- Luoyang (Provinz Henan, Volksrepublik China), seit 1981 (Beziehungen 2003 wegen der Partnerschaft zwischen Okayama und Hsinchu eingefroren)

## Wirtschaft
Okayama ist bedeutendes Handels- und Industriezentrum, hier werden unter anderem  Maschinen, Textilien, chemische Produkte und Kautschuk produziert.

## Sport
- Fagiano Okayama (Fußballverein)

## Söhne und Töchter der Stadt
- Ukita Hideie (1572–1655), Daimyō der Sengoku-Zeit
- Yuasa Jōzan (1708–1781), Konfuzius-Gelehrter in mittleren Edo-Zeit
- Yano Tsuneta (1866–1951), Unternehmer
- Onoe Matsunosuke (1875–1926), Kabuki-Schauspieler, Filmschauspieler und Filmregisseur
- Baba Tsunego (1875–1956), Journalist
- Shuichi Nagaoka (1876–1952), Judoka und einer der ersten 10. Dan-Träger
- Kenji Doihara (1883–1948), Spion
- Kinoshita Rigen (1886–1925), Lyriker
- Uchida Hyakken (1889–1971), Schriftsteller
- Nakayama Takashi (1893–1978), Maler
- Kataoka Teppei (1894–1944), Schriftsteller
- Uchida Tomu (1898–1970), Filmregisseur
- Ōmori Shōzō (1921–1997), Philosoph
- Hitoshi Nozaki (1922–2019), Chemiker
- Yoshiyuki Junnosuke (1924–1994), Schriftsteller
- Ikune Sawada (* 1936), japanisch-amerikanischer Maler, Gärtner und Bonsai-Meister
- Satsuki Eda (1941–2021), Politiker
- Takako Shirai (* 1952), Volleyballspielerin
- Ichirō Aisawa (* 1954), Politiker
- Shinji Morisue (* 1957), Kunstturner
- Hideki Okada (* 1958), Autorennfahrer
- Yōko Ogawa (* 1962), Schriftstellerin
- Hiroaki Suga (* 1963), Chemiker und Hochschullehrer
- Yūko Arimori (* 1966), Marathonläuferin
- Shin Koyamada (* 1982), Schauspieler und Filmproduzent
- Takatoshi Abe (* 1991), Hürdenläufer
- Yasuhiro Fukuda (* 1992), Fußballspieler
- Masumi Aoki (* 1994), Leichtathletin
- Kento Katō (* 1995), Fußballspieler
- Takuro Iwai (* 2002), Fußballspieler
- Shinnosuke Oka (* 2003), Kunstturner

## Angrenzende Städte und Gemeinden
- Kurashiki
- Tamano
- Sōja
- Bizen (Okayama)
- Setouchi
- Akaiwa